# Grand Prix Vorarlberg
Le Grand Prix Vorarlberg est une course cycliste autrichienne qui se déroule autour de la localité de Nenzing, dans le Vorarlberg. Cette compétition est habituellement organisée le 1er mai, à l'occasion de la fête du Travail. Elle se tient sur un parcours escarpé qui suit deux circuits différents,,.
La course avait déjà fait partie du calendrier de l'UCI de 1998 à 2000, en catégorie 1.5. Depuis 2023, elle figure au programme de l'UCI Europe Tour. Elle bénéficie actuellement d'une retransmission télévisée en direct,,. 

## Palmarès
| Année     | Vainqueur              | Deuxième              | Troisième           |
| --------- | ---------------------- | --------------------- | ------------------- |
| 1997      | Josef Christen         |                       |                     |
| 1998      | Igor Kranjec           | Franz Stocher         | Josef Christen      |
| 1999      | Hans-Peter Obwaller    | Arno Kaspret          | Valter Bonča        |
| 2000      | Matthias Buxhofer      | Christian Pfannberger | Roland Müller       |
| 2001-2002 | Pas organisé           | Pas organisé          | Pas organisé        |
| 2003      | Jochen Summer (de)     |                       |                     |
| 2004      | Wolfgang Murer         | Petr Herman           | Olivier Bierbauer   |
| 2005      | René Weissinger        | Harald Morscher       | Petr Herman         |
| 2006      | Harald Morscher        | Vid Ogris             | Felix Rehberger     |
| 2007      | Gerrit Glomser         | Nico Keinath          | Michael Franzl (de) |
| 2008      | Martin Riška           | Rupert Probst (de)    | Pascal Hungerbühler |
| 2009-2010 | Pas organisé           | Pas organisé          | Pas organisé        |
| 2011      | Florian Bissinger      | Erik Hoffmann         | Werner Riebenbauer  |
| 2012      | Gernot Auer            | Riccardo Zoidl        | Blaž Furdi          |
| 2013      | Josef Benetseder       | Florian Bissinger     | Petr Lechner        |
| 2014      | Fabian Schnaidt        | Jan Tratnik           | Josef Benetseder    |
| 2015      | Dejan Bajt             | Andi Bajc             | Clément Koretzky    |
| 2016      | Andi Bajc              | Clemens Fankhauser    | Helmut Trettwer     |
| 2017      | Matej Mugerli          | Fabian Lienhard       | Matthias Krizek     |
| 2018      | Gian Friesecke         | Patrick Schelling     | Helmut Trettwer     |
| 2019      | Colin Stüssi           | Stephan Rabitsch      | Helmut Trettwer     |
| 2020      | Pas organisé           | Pas organisé          | Pas organisé        |
| 2021      | Mick van Dijke         | Matevž Govekar        | Rick Pluimers       |
| 2022      | Johannes Staune-Mittet | Matevž Govekar        | Daniel Turek        |
| 2023      | Michael Boroš          | Moran Vermeulen       | Jaka Primožič       |
| 2024      | Jaka Primožič          | Michael Boroš         | Martin Messner      |
| 2025      | Jaka Marolt            | Colin Stüssi          | Marcin Budziński    |